# 蛻變男人
《蛻變男人》 是美國創作歌手凱恩·布朗第三張錄音室專輯，於2022年9月9日由RCA納許維爾發行，這是布朗首次擔任專輯製作人之一，專輯共有五首主打歌《一瞬之間》、《和我一樣喜愛鄉村音樂》、《美好生活》、《感謝上帝》和《把我埋在喬治亞洲》。

## 商業表現
《蛻變男人》在美國《告示牌二百強專輯榜》空降第五名，並在《鄉村音樂專輯榜》空降第二名，售出46,000張。 。

## 銷量認證
| 地區                     | 认证 | 认证单位/销量 |
| ------------------------ | ---- | ------------- |
| 加拿大（加拿大音乐协会） | 白金 | 80,000‡       |
| 美国（美國唱片業協會）   | 白金 | 1,000,000‡    |
| ‡僅含認證的+實際銷量     |      |               |